# Office de Radiodiffusion Télévision Française
L'Office de Radiodiffusion Télévision Française (ORTF) è stato un ente nazionale di radiotelevisione pubblica francese. A questo ente è attribuita la tecnica di ripresa microfonica, detta ORTF.

## Storia
L'ORTF venne fondata in seguito all'emanazione di una legge del 27 giugno 1964. L'emittente offriva informazione, educazione, cultura e intrattenimento e disponeva di tre reti radiofoniche e due televisive.  Così come la preesistente Radiodiffusion-Télévision Française (RTF), l'ORTF rimaneva sotto la tutela del governo, ma sfuggiva alla diretta autorità del ministro dell'Informazione.
L'ORTF fu chiusa nel 1974 successivamente all'entrata in vigore della legge n. 74-696 del 7 agosto 1974. Dallo smantellamento della società nacquero sette società autonome:
- Radio France
- Télévision française 1 (TF1)
- Antenne 2 (A2)
- France Régions 3 (FR3)
- Télédiffusion de France (TDF)
- Société française de production (SFP)
- Institut national de l'audiovisuel (INA)[3]